# Flugunfall der Taiwan Airlines vor Lan Yu 1992
Der Flugunfall der Taiwan Airlines vor Lan Yu 1992 ereignete sich am 10. April 1992. An diesem Tag stürzte eine Britten-Norman BN-2 Islander, mit der ein Inlandslinienflug der taiwanesischen Regionalfluggesellschaft Taiwan Airlines von Lan Yu nach Taitung durchgeführt wurde, kurz nach dem Start nach einem Triebwerksausfall ins Meer. Bei dem Unfall kamen sieben der zehn Personen an Bord ums Leben.

## Flugzeug
Bei der betroffenen Maschine handelte es sich um eine 1977 gebaute Britten-Norman BN-2 Islander mit der Werknummer 2007. Der Erstflug der Maschine war am 19. August 1977 mit dem Testkennzeichen G-BESX erfolgt, am 23. September 1977 erhielt die Fairoaks Aviation Services die Maschine. Im Jahr 1983 wurde die Maschine an die Taiwan Airlines ausgeliefert, die sie mit dem Luftfahrzeugkennzeichen B-11116 zuließ. Das zweimotorige Zubringerflugzeug war mit zwei Flugmotoren des Typs Lycoming O-540-E4C5 ausgestattet.

## Passagiere und Besatzung
Den Inlandslinienflug von Taipeh nach Matsu hatten acht Passagiere angetreten. Es befand sich eine zweiköpfige Besatzung an Bord der Maschine.

## Unfallhergang
Nach dem Start der Maschine vom Flughafen Lan Yu versagte während des Steigfluges auf eine Flughöhe von 1.500 Fuß das Triebwerk Nr. 1 (links) der Maschine. Die Besatzung versuchte, die Kontrolle über die Maschine zu behalten, welche jedoch nach links rollte. Die Islander geriet in einen Sturzflug und stürzte wenige Kilometer vor der Küste ins Wasser. Den Unfall überlebten ein Besatzungsmitglied und zwei Passagiere, die übrigen sieben Insassen kamen ums Leben.

## Ursache
Die Ursache für den Triebwerksausfall konnte nicht ermittelt werden.